# Meerlaar
Meerlaar (ook: Klein-Vorst) is een gehucht in de gemeente Laakdal, in de Belgische provincie Antwerpen. Het is gelegen in oosten van de deelgemeente Vorst. Meerlaar wordt ook geduid als Klein Vorst (of Klein-Vorst) en als wijkduiding wordt ook wel Vorst-Meerlaar gebruikt.
Klein Vorst ligt in de uithoek van de provincie Antwerpen. De rivier Grote Laak vormt de natuurlijke grens met Tessenderlo en de provincie Limburg.

## Geschiedenis
In 15e eeuw stond er in Meerlaar al een kapel maar in 1803 werd het pas een zelfstandige parochie. Tot de uitbreidingen in 20e en 21e eeuw was Meerlaar een  straatdorpje met een kleine nieuwbouwwijk, de wijk Verboekt.

## Bezienswaardigheden

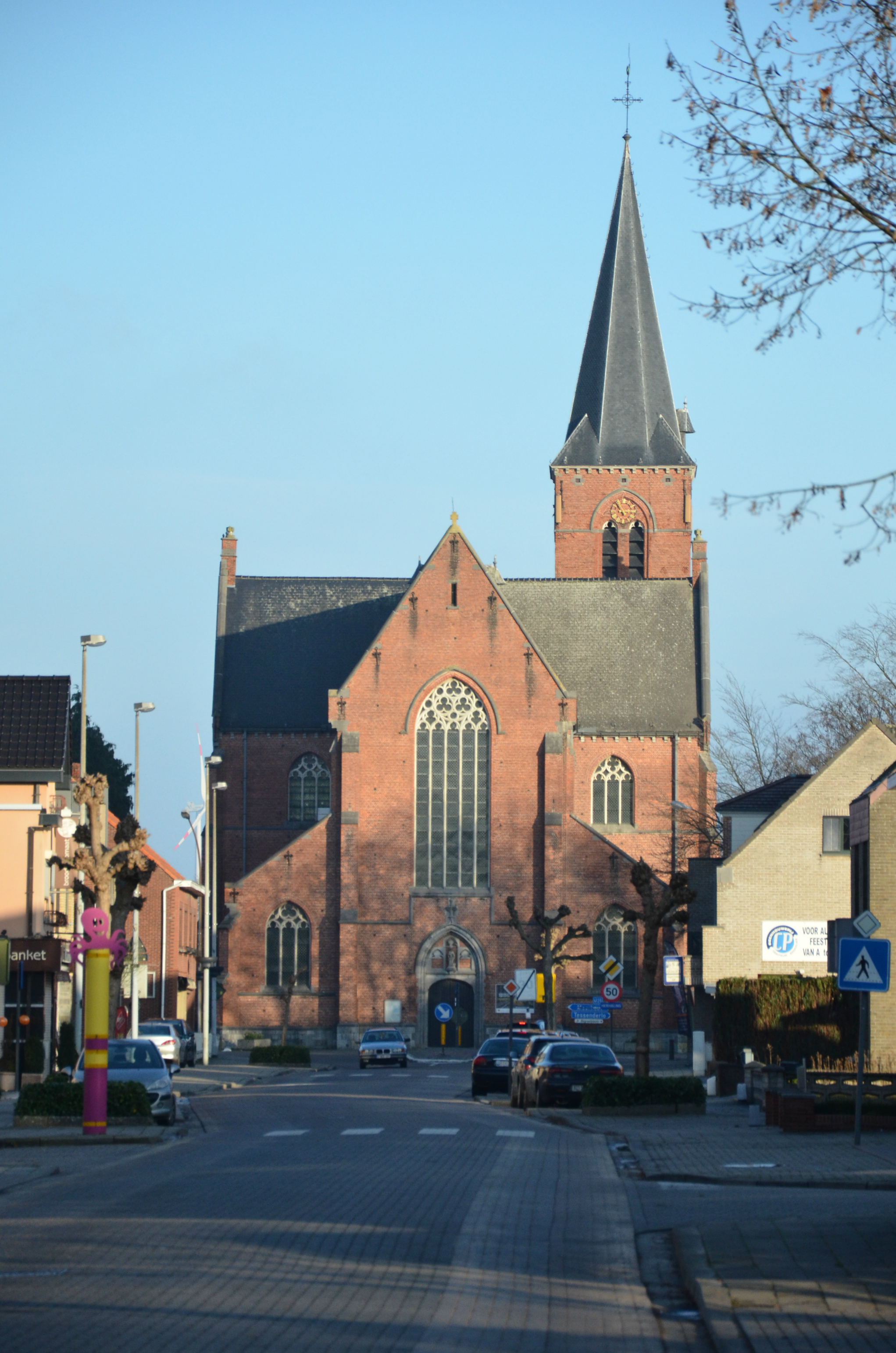
Sint-Niklaaskerk

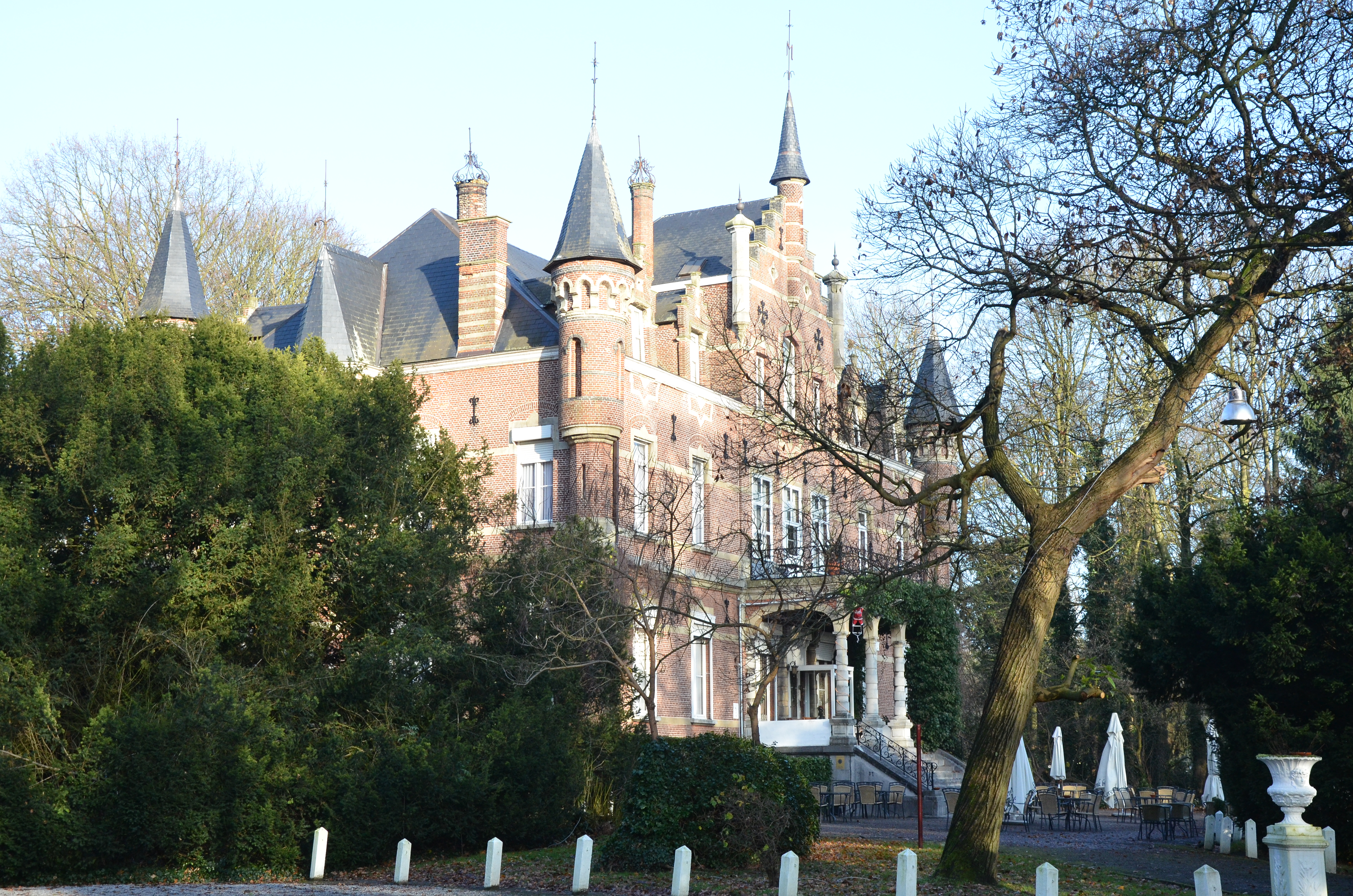
Kasteel Meerlaer

- Het Kasteel Meerlaer, een voormalige kloosterhoeve die in de tweede helft 19de eeuw werd afgebroken en herbouwd werd in een eclectisch stijl.
- De Sint-Niklaaskerk
- Het Kapelleken van Schollaert

## Natuur en landschap
Ten zuiden van Meerlaar stroomt de Grote Laak in westelijke richting.

## Onderwijs
Het gehucht heeft een eigen basisschool.

## Cultuur
Vorst-Meerlaar kent een jaarlijks driedaags dorpsfeest genaamd "De Boerenkermis Laakdal". Oorspronkelijk georganiseerd vanuit de lokale harmonie sinds 1959 werd de organisatie hiervan in 2024 onafhankelijk om zo het verenigingsleven in Klein-Vorst verder te ondersteunen.

## Sport
Aan de rand van Meerlaar, op de grens met Vorst is de voetbalclub KFC Excelsior Vorst gevestigd.

## Nabijgelegen kernen
Vorst, Tessenderlo, Genendijk, Ham